# Germán Fleitas
Germán Fleitas Núñez de Cáceres (La Victoria, 17 de julio de 1940) es un abogado, historiador, autor y político venezolano. Fleitas fue el primer alcalde del Municipio José Félix Ribas del Estado Aragua. Fleitas es el fundador de la Casa de la Cultura de La Victoria donde funge actualmente como cronista oficial de su ciudad.

## Vida y Estudios
Germán Fleitas, nació en la ciudad de La Victoria, capital del municipio José Félix Ribas. Es hijo del poeta venezolano Germán Fleitas Beroes y doña Vestalia Núñez de Cáceres. Estudió derecho y leyes en la Universidad Central de Venezuela, con maestría en Seguridad y Defensa, egresado del Instituto de Altos Estudios de la Defensa Nacional.

## Política y Gobierno
En el año 1989 fue elegido primer Alcalde del municipio José Félix Ribas. Posterior a ello representó a su ciudad como senador del entonces Congreso Venezolano previo a su disolución y creación de la actual Asamblea Nacional.

## Publicaciones
- ... después de la batalla (1987)
- Colonos y colonieros de la Colonia Tovar (1993)
- Palabras al viento (1995) ISBN 980-3520067
- Obra Completa (2001: coautor con Luis Pastori) ISBN 980-3530682
- Cristina Gómez: maracayera (2004)